# ナストロ・ダルジェント最優秀作品監督賞
ナストロ・ダルジェント最優秀作品監督賞（Nastro d'argento al regista del miglior film）は、ナストロ・ダルジェント賞の部門のひとつである。2017年に廃止され、代わって監督賞（Nastro d'argento al miglior regista）と作品賞（Nastro d'argento al miglior film）が設置された。
最多受賞記録はフェデリコ・フェリーニの7回。

## 1940年代
- 1946年 - ロベルト・ロッセリーニ - 『無防備都市』（Roma città aperta）
- 1947年 - ロベルト・ロッセリーニ - 『戦火のかなた』（Paisà）※2度目
- 1948年 - ピエトロ・ジェルミ - 『失われた青春』（Gioventù perduta）
- 1949年 - ヴィットリオ・デ・シーカ - 『自転車泥棒』（Ladri di biciclette）

## 1950年代
- 1950年 - アウグスト・ジェニーナ - 『沼の上の空』（Modifica di Cielo sulla palude、2001年「イタリア映画大回顧」上映題）
- 1951年 - アレッサンドロ・ブラゼッティ - 『Prima comunione』
- 1952年 - レナート・カステラーニ - 『2ペンスの希望』（Due soldi di speranza）
- 1953年 - ルイジ・ザンパ - 『Processo alla città』
- 1954年 - フェデリコ・フェリーニ - 『青春群像』（I vitelloni）
- 1955年 - フェデリコ・フェリーニ - 『道』（La strada）※2度目
- 1956年 - ミケランジェロ・アントニオーニ - 『女ともだち』（Le amiche）
- 1957年 - ピエトロ・ジェルミ - 『鉄道員』（Il ferroviere）※2度目
- 1958年 - フェデリコ・フェリーニ - 『カビリアの夜』（Le notti di Cabiria）※3度目
- 1959年 - ピエトロ・ジェルミ - 『わらの男』（L'uomo di paglia）※3度目

## 1960年代
- 1960年 - ロベルト・ロッセリーニ - 『ロベレ将軍』（Il generale Della Rovere）※3度目
- 1961年 - ルキノ・ヴィスコンティ - 『若者のすべて』（Rocco e i suoi fratelli）
- 1962年 - ミケランジェロ・アントニオーニ - 『夜』（La notte）※2度目
- 1963年
  - ナンニ・ロイ - 『祖国は誰のものぞ』（Le quattro giornate di Napoli）
  - フランチェスコ・ロージ - 『シシリーの黒い霧』（Salvatore Giuliano）
- 1964年 - フェデリコ・フェリーニ - 『8 1/2』（Otto e mezzo）※4度目
- 1965年 - ピエル・パオロ・パゾリーニ - 『奇跡の丘』（Il Vangelo secondo Matteo）
- 1966年 - アントニオ・ピエトランジェリ - 『私は彼女をよく知っていた』（Io la conoscevo bene）
- 1967年 - ジッロ・ポンテコルヴォ - 『アルジェの戦い』（La battaglia di Algeri）
- 1968年 - エリオ・ペトリ - 『悪い奴ほど手が白い』（A ciascuno il suo）
- 1969年 - フランコ・ゼフィレッリ - 『ロミオとジュリエット』（Romeo e Giulietta）

## 1970年代
- 1970年 - ルキノ・ヴィスコンティ - 『地獄に堕ちた勇者ども』（La caduta degli dei）※2度目
- 1971年 - エリオ・ペトリ - 『殺人捜査』（Indagine su un cittadino al di sopra di ogni sospetto）※2度目
- 1972年 - ルキノ・ヴィスコンティ - 『ベニスに死す』（Morte a Venezia）※3度目
- 1973年 - ベルナルド・ベルトルッチ - 『ラストタンゴ・イン・パリ』（Ultimo tango a Parigi）
- 1974年 - フェデリコ・フェリーニ - 『フェリーニのアマルコルド』（Amarcord）※5度目
- 1975年 - ルキノ・ヴィスコンティ - 『家族の肖像』（Gruppo di famiglia in un interno）※4度目
- 1976年 - ミケランジェロ・アントニオーニ - 『さすらいの二人』（Professione: reporter）※3度目
- 1977年 - ヴァレリオ・ズルリーニ - 『タタール人の砂漠』（Il deserto dei Tartari）
- 1978年 - タヴィアーニ兄弟 - 『父 パードレ・パドローネ』（Padre Padrone）
- 1979年 - エルマンノ・オルミ - 『木靴の樹』（L'Albero degli zoccoli）

## 1980年代
- 1980年 - フェデリコ・フェリーニ - 『女の都』（La città delle donne）※6度目
- 1981年 - フランチェスコ・ロージ - 『三人の兄弟』（Tre fratelli）※2度目
- 1982年 - マルコ・フェレーリ - 『町でいちばんの美女/ありきたりな狂気の物語』（Storie di ordinaria follia）
- 1983年 - タヴィアーニ兄弟 - 『サン★ロレンツォの夜』（La Notte di San Lorenzo）※2度目
- 1984年
  - プピ・アヴァティ - 『追憶の旅』（Una gita scolastica）
  - フェデリコ・フェリーニ - 『そして船は行く』（E la nave va）※7度目
- 1985年 - セルジオ・レオーネ - 『ワンス・アポン・ア・タイム・イン・アメリカ』（Once Upon a Time in America）
- 1986年 - マリオ・モニチェリ - 『女たちのテーブル』（Speriamo che sia femmina）
- 1987年 - エットーレ・スコラ - 『ラ・ファミリア』（La famiglia）
- 1988年 - ベルナルド・ベルトルッチ - 『ラストエンペラー』（The Last Emperor）※2度目
- 1989年 - エルマンノ・オルミ - 『聖なる酔っぱらいの伝説』（La leggenda del santo bevitore）※2度目

## 1990年代
- 1990年 - プピ・アヴァティ - 『いつか見た風景』（Storie di ragazzi e di ragazze）※2度目
- 1991年 - ジャンニ・アメリオ - 『宣告』（Porte aperte）
- 1992年 - ガブリエレ・サルヴァトレス - 『エーゲ海の天使』（Mediterraneo）
- 1993年 - ジャンニ・アメリオ - 『小さな旅人』（Il ladro di bambini）※2度目
- 1994年 - ナンニ・モレッティ - 『親愛なる日記』（Caro diario）
- 1995年 - ジャンニ・アメリオ - 『Lamerica』 ※3度目
- 1996年 - ジュゼッペ・トルナトーレ - 『明日を夢見て』
- 1997年 - マウリツィオ・ニケッティ Maurizio Nichetti - 『ルナとその影』（Luna e l'altra）
- 1998年 - ロベルト・ベニーニ - 『ライフ・イズ・ビューティフル』（La vita è bella）
- 1999年 - ジュゼッペ・トルナトーレ - 『海の上のピアニスト』（La leggenda del pianista sull'oceano）※2度目

## 2000年代
- 2000年 - シルヴィオ・ソルディーニ Silvio Soldini - 『ベニスで恋して』
- 2001年 - ナンニ・モレッティ - 『息子の部屋』（La stanza del figlio）※2度目
- 2002年 - マルコ・ベロッキオ - 『母の微笑』（L'ora di religione）
- 2003年 - ガブリエーレ・サルヴァトーレス - 『ぼくは怖くない』※2度目
- 2004年 - マルコ・トゥリオ・ジョルダーナ - 『輝ける青春』（La meglio gioventù）
- 2005年 - ジャンニ・アメリオ - 『家の鍵』（Le chiavi di casa）※4度目
- 2006年 - ミケーレ・プラチド - 『野良犬たちの掟』（Romanzo criminale）[1]
- 2007年 - ジュゼッペ・トルナトーレ - 『題名のない子守唄』（La sconosciuta）※3度目
- 2008年 - パオロ・ヴィルズィ - 『見わたすかぎり人生』（Tutta la vita davanti）
- 2009年 - パオロ・ソレンティーノ - 『イル・ディーヴォ 魔王と呼ばれた男』（Il divo）

## 2010年代
- 2010年 - パオロ・ヴィルズィ - 『はじめての大切なもの』（La prima cosa bella）※2度目
- 2011年 - ナンニ・モレッティ - 『ローマ法王の休日』（Habemus Papam）※3度目
- 2012年 - パオロ・ソレンティーノ - 『きっと ここが帰る場所』（This Must Be the Place）※2度目
- 2013年 - ジュゼッペ・トルナトーレ - 『鑑定士と顔のない依頼人』（La migliore offerta）※4度目
- 2014年 - パオロ・ヴィルズィ - 『人間の値打ち』（Il capitale umano） ※3度目
- 2015年 - パオロ・ソレンティーノ - 『グランドフィナーレ』（Youth）※3度目
- 2016年 - パオロ・ヴィルズィ - 『歓びのトスカーナ』（La pazza gioia） ※4度目